# Pabellón de Arteaga
Pabellón de Arteaga es una ciudad del estado mexicano de Aguascalientes, cabecera del municipio de Pabellón de Arteaga.
Está situada en el centro del estado, a unos 30 km al norte de la ciudad de Aguascalientes. Pabellón de Arteaga fue fundada el 14 de mayo de 1929, tuvo su origen en un campamento que se estableció en el punto del ferrocarril donde se descargaban los materiales y los trabajadores destinados a la construcción de la Presa Plutarco Elías Calles, situada en el vecino municipio de San José de Gracia, la colonia de trabajadores y el establecimiento de servicios para ellos llevó al establecimiento de una población permanente que fue llamada Colonia Progreso que a lo largo del tiempo comenzó a crecer y a diversificar sus actividades, finalmente el 29 de abril de 1964 fue erigido del municipio de Pabellón de Arteaga y el 6 de mayo de 1964 Colonia Progreso fue renombrada Villa General José de la Peña María Artega, conocida hoy como Pabellón de Arteaga.
Su fiesta principal es la Feria de la Revolución el 20 de noviembre. Pabellón tiene tres escuelas preparatorias públicas, dos escuelas secundarias, y varias escuelas primarias. Los lunes un mercado ambulante llamado "El Tianguis" se establece en las calles de Pabellón.

## Distancias
- Aguascalientes 30 km
- Asientos 31 km
- Calvillo 76 km
- Jesús María 26 km
- Rincón de Romos 12 km

## Historia

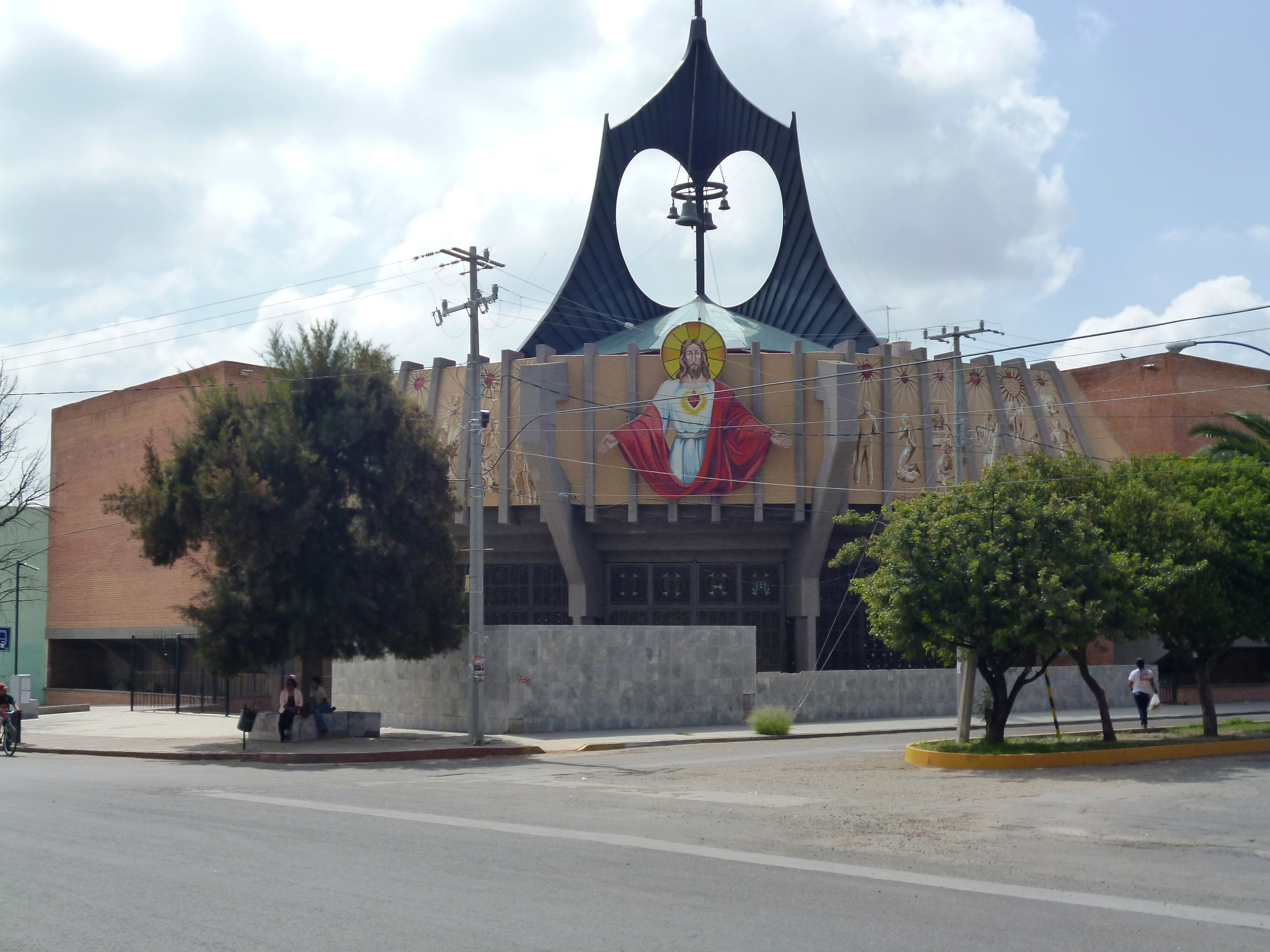
Templo del Sagrado Corazón en Pabellón de Arteaga, Aguascalientes

Hasta antes de 1927, nada existía de lo que es ahora Pabellón, excepto un cambio de vía del ferrocarril que constituía solo una estación de bandera, como llaman a esto los ferrocarrileros.
No se puede hablar de Pabellón, sin ocuparse de la Presa Plutarco Elías Calles. El proyecto de la construcción de esta primera obra de riego del Régimen de la Revolución Mexicana, data de fines del siglo XIX, formulado por el Ing. Blas Romo, con el nombre de Proyecto de la Presa Santiago. Fue hasta noviembre de 1925, cuando una visita al Estado de Aguascalientes, del entonces presidente de la República General Plutarco Elías Calles se ofreció un banquete y aprovechando la ocasión le presentaron el antiguo proyecto de la Presa Santiago lo interesaron y fue aprobado bajo patrocinio de Gobierno Federal.
La construcción estuvo a cargo de la empresa estadounidense J. G. White, que entregó la obra en marzo de 1929.
A raíz de que se iniciaron los trabajos de construcción de lo que sería la Presa Calles, fue necesario bajar del ferrocarril en el punto más cercano al lugar de las obras, las máquinas y materiales necesarios, habiéndose seleccionado el lugar en donde había solo un cambio sobre la vía de ferrocarril de México a Ciudad. Juárez, debido a su cercanía con la Hacienda de Pabellón, se denominó Estación Pabellón. (Se dice además que el nombre de Pabellón procede de ser una estación bandera, ya que pabellón es sinónimo de bandera)
La inauguración oficial de todas las obras de asentamiento (almacenes, casas, oficinas, etc.) se hizo en marzo de 1927, tiempo en que puede situarse la fundación de Pabellón, pues es la base de lo que ahora somos.
Su nacimiento fue un fenómeno del México moderno que comenzaba a consolidarse a una década del término de la Revolución Mexicana, por lo que Pabellón es consecuencia directa de dicho movimiento. Aquí se inició la política de irrigación con el entonces presidente de la República, Plutarco Elías Calles, originando el Sistema de Riego n.º 1, siendo este el primer paso a la modernización de la producción agrícola, la integración de la producción del campo con la agroindustrial y la creación de empleos, una apertura a la educación, acceso al crédito agrícola, vivienda, etc. Las circunstancias, ambiente y condiciones en que se fundó Pabellón tuvieron una influencia decisiva en la organización y comportamiento de sus habitantes, principalmente en las etapas iniciales de vida de la comunidad; aún ahora tiene un sello distintivo que no existe en ninguna comunidad del estado ni de la región.
La población pabellonense se conformó de poscolonos, pequeños propietarios ejidatarios y empleados de todos los niveles gubernamentales así como de un grupo reducido de particulares que proporcionaban servicios personales o comerciales, por lo que era una estructura social única.
El 1 de mayo de 1965 y como consecuencia del pujante desarrollo e importancia que tuvo la región, el H. Congreso del Estado lo elevó al rango de municipio imponiéndole al nombre de Pabellón el apellido del General José María Arteaga, por lo que se denominó “Pabellón de Arteaga”.
De todo esto se desprende la singularidad del origen de Pabellón.
Entre los atractivos del municipio se cuenta en la cabecera con la Plaza Principal, el Templo Parroquial de Guadalupe con arquitectura modernista construido en 1946, donde es interesante apreciar el cuadro de la Virgen de Guadalupe pintada por José de Alcíbar; también encontramos la estación de ferrocarril antes “Estación de Bandera”, el vivero forestal y la vinícola Dinastía, la cual se ubica en el casco de la exhacienda de San Luis de Letras. Además,de la Maderera del Papá de Nestor Camacho, aparte existen otras haciendas de renombre como Garabato y Santiago que datan del año 1797.

## Hermanamientos
La ciudad de Pabellón de Arteaga está hermanada con las siguientes ciudades alrededor del mundo:
- Plainview, Estados Unidos (2014).[5]